# Viola babunensis
Viola babunensis är en violväxtart som beskrevs av M. Erben. Viola babunensis ingår i släktet violer, och familjen violväxter. Inga underarter finns listade i Catalogue of Life.